# Schima brevifolia
Schima brevifolia är en tvåhjärtbladig växtart som beskrevs av Henri Ernest Baillon och Stapf. Schima brevifolia ingår i släktet Schima och familjen Theaceae. Inga underarter finns listade i Catalogue of Life.